# Sclerolaena
Sclerolaena es un género de plantas fanerógamas pertenecientes a la familia Amaranthaceae. Comprende 103 especies descritas.

## Taxonomía
El género fue descrito por Robert Brown y publicado en Prodromus Florae Novae Hollandiae 410, en 1810.

#### Etimología
Sclerolaena: nombre genérico que se deriva de la combinación de los dos vocablos griegos σκληρός (sclerόs); "duro", y λαινα (laena); "manto"; "manto duro", en referencia al pericarpio rígido del fruto de las especies del género.

## Especies selectas
Comprende 78 especies aceptadas:
- Sclerolaena aellenii
- Sclerolaena alata
- Sclerolaena anisacanthoides
- Sclerolaena bicornis
- Sclerolaena brachyptera
- Sclerolaena divaricata
- Sclerolaena forrestiana
- Sclerolaena glabra
- Sclerolaena muricata
- Sclerolaena recurvicuspis
- Sclerolaena stelligera
- Sclerolaena tridens
- Sclerolaena uniflora
- Sclerolaena ventricosa
- Sclerolaena walkeri